# Eugène Scribe
Augustin Eugène Scribe (ur. 24 grudnia 1791 w Paryżu – zm. 20 lutego 1861 również w Paryżu) – francuski dramaturg i librecista, jeden z najbardziej wpływowych i płodnych w historii opery.
Jest autorem lub współautorem ok. 300 sztuk teatralnych i oper, współpracował z niemal wszystkimi kompozytorami operowymi jego czasów, jak Daniel Auber, Jacques Fromental Halévy, Giacomo Meyerbeer, Giuseppe Verdi, Charles Gounod czy Jacques Offenbach. Często ich sukces wynikał również ze współpracy ze Scribem. W 1834 został przyjęty do Académie française zajmując 13 fotel. Zmarł w Paryżu.
Eugène Scribe pochowany jest na cmentarzu Père-Lachaise.

## Wybrane opery, których Scribe jest autorem lub współautorem libretta
- Biała dama Boieldieu (1825)
- Niema z Portici Auber (1828)
- Hrabia Ory Rossini (1828)
- Robert Diabeł Meyerbeer (1831)
- Żydówka Halévy (1835)
- Hugonoci Meyerbeer (1836)
- Prorok Meyerbeer (1849)
- Les Vêpres siciliennes (Nieszpory sycylijskie) Verdi (1855)
- Bal maskowy Verdi (1859)
- Afrykanka Meyerbeer (1865 – pośmiertnie)